# Ligue urbaine et rurale
Ne doit pas être confondu avec Ligue urbaine.

La Ligue urbaine et rurale (LUR) pour l’aménagement du cadre de la vie française, fondée en août 1943 par Jean Giraudoux, est une association reconnue comme organisme d'utilité publique par décret du 27 août 1970 et agréée dans un cadre national, depuis le 27 octobre 1978, au titre de la loi relative à la protection de la nature. 
Elle fusionne en 2013 avec la FNASSEM (Fédération nationale des associations de sauvegarde des sites et ensembles monumentaux) et devient ainsi la Fédération Patrimoine-Environnement.

## Historique

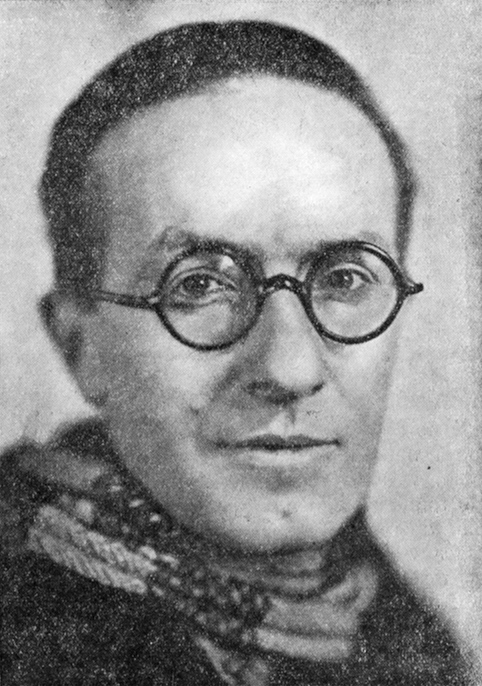
Jean Giraudoux, fondateur de la LUR

Fondée en août 1943 par Jean Giraudoux,  Commissaire général à l'information du gouvernement d'Edouard Daladier, il prononce ses Messages du Continental, contre la guerre hitlérienne. La Ligue urbaine et rurale est créée à partir d'une précédente association homonyme dissoute entre les deux guerres; elle a été maintenue par Raoul Dautry à la fin de la seconde guerre mondiale en réaction contre l’urbanisation anarchique de l’entre-deux-guerres et l’indifférence au cadre de vie. Dès l’origine elle avait une double vocation : la défense du patrimoine naturel et construit, la promotion d’un urbanisme contemporain, et elle a œuvré efficacement depuis lors dans ces deux domaines. Les archives de la LUR sont très pauvres sur cette période. Toutefois les rares documents subsistants permettent de reconstituer les premiers pas de la LUR.
Au cours de l’entre-deux guerres, Jean Giraudoux est très préoccupé de l’avenir de Paris. Des projets de destruction et de reconstruction de quartiers anciens ont été publiés. Le 27 mars 1928, le Temps publie un premier manifeste Pour la défense et la salubrité de Paris qui annonce la création d’une Ligue Urbaine. Elle regroupe des personnalités qui partagent ses préoccupations. A l’époque elle n’a pas d’existence juridique. Elle s’intéresse à l’urbanisme parisien. Son président est Jean-Claude-Nicolas Forestier, ingénieur polytechnicien, conservateur honoraire des promenades de Paris. Figurent parmi ses membres le président de la société des ingénieurs civils et des personnalités comme Henri Prost et Tony Garnier. Après la mort de Forestier en 1930, Jean Giraudoux signe de nombreux articles de son titre de vice-président de la Ligue Urbaine.
Ce n’est qu’à la veille de la seconde guerre mondiale, à la suite de la parution de Pleins pouvoirs, que Jean Giraudoux va fonder la LUR dont les premiers statuts seront déposés en 1943 sous le titre de Ligue Urbaine et Rurale pour l’aménagement du cadre de la vie française. Ses promoteurs décident d’attendre la fin de la guerre pour se lancer dans l’action.
À la Libération, après la mort de Jean Giraudoux, paraît, sous sa signature, à la première page du Figaro le 10 février 1945 le Manifeste qui expose les objectifs de l’association. Raoul Dautry, alors Ministre de la Reconstruction et de l’Urbanisme dans le gouvernement provisoire de la République française présidé par le général de Gaulle, créera dans les faits l’association. Il demande à Paul Claudel d’en être le président.
La LUR entend :
- défendre la qualité de la vie que ce soit en milieu urbain ou rural, avec le souci de préserver la beauté des quartiers anciens et la promotion d’une architecture contemporaine dans les périphéries des villes. Santé, Beauté, Dignité sont les trois mots clés de l’association.
- réunir dans ses instances dirigeantes des personnes ayant des profils divers qui auront à cœur de maintenir une certaine qualité d’expression et notamment de grands ingénieurs.

Elle œuvre à la défense des sites et des paysages. Par rapport aux autres associations nationales existantes la préoccupation de l’urbanisme constitue l’originalité de la LUR.

### Les premiers présidents
Paul Claudel n’est pas un président fort présent, Raoul Dautry est très occupé par sa vie professionnelle, il faudra dès 1948 faire appel à une nouvelle personnalité pour assumer la présidence effective de la LUR. Ce sera Emile Bollaert, ancien préfet, démissionnaire en 1940. Il avait succédé à Jean Moulin' comme Délégué général du Comité français de Libération nationale puis déporté. Il est secondé par Henry de Ségogne pour animer la vie de l’association. Conseiller d’État, l’un des premiers français à avoir dirigé une expédition dans l’Himalaya, il joua un grand rôle lors de la création des secteurs sauvegardés et de la FNASSEM.

### De la LUR à Patrimoine-Environnement (LUR–FNASSEM)
À partir de 1948, sur une idée du baron Max Fould-Springer, la LUR lance une opération annuelle « La semaine de la plus belle France », lors de la dernière semaine de juin, animée par Henry de Ségogne et Renée Mayer. Dans chaque département sont organisées des manifestations sur un thème général proposé par le comité national. Viendra ensuite le concours des maires des communes rurales « pour les inciter à prendre en compte la beauté des paysages dans leurs décisions d’aménagement » puis le concours des entrées de ville créé pour illustrer la capacité d’élus et de maîtres d’œuvre de concevoir et réaliser des aménagements accueillants le long des axes de pénétration dans les agglomérations et répondant ainsi aux objectifs qu’avait défendus le sénateur Ambroise Dupont lors du vote de la loi Barnier.
Au cours des années 1970 la Ligue urbaine et rurale poursuit son action de défense et de promotion de l’urbanisme. Parallèlement, sous l’impulsion de Marie-Suzanne de Renty, se mettent en place à Paris des groupes de visites-conférences.
Depuis les années 1980 les présidents successifs Xavier de Christen, conseiller d’État, Guy de Commines, ancien ambassadeur, et Jacques de La Ferrière, également ancien ambassadeur, poursuivent l’action de la LUR. 
En dépit de l’accroissement du nombre des membres l’équilibre financier est difficile à atteindre. Jacques de La Ferrière est convaincu que seule la fusion avec une autre association permettra d’assurer la viabilité à long terme de l’association.
C’est son successeur, Jacques Leclercq X Ponts, qui réalisera la fusion-absorption avec l’association Espaces Pour Demain (EPD) en 2003. Cette fusion permet d’envisager un renforcement de l’implantation locale de la LUR avec l’arrivée de plusieurs délégués régionaux issus d’EPD. La déconcentration des services de l’État et la décentralisation voulue par les pouvoirs publics exigent que, sur le terrain, les associations nationales disposent de relais ayant une réelle influence auprès des autorités.La LUR a fusionné (décret du 29 janvier 2004) avec l’association Espaces pour demain (EPD), également reconnue d’utilité publique, dont la vocation principale était d’œuvrer pour le développement durable en recherchant l’équilibre entre les nécessités économiques et les préoccupations d’ordre écologique. La LUR est ainsi la seule association nationale qui couvre l’ensemble du champ des préoccupations allant de la défense du patrimoine architectural et naturel à la promotion d’un cadre de vie et d’un aménagement de l’espace soucieux du développement durable. Grâce au réseau de ses délégués régionaux et départementaux (hérités pour la plupart d’EPD), son influence rayonne désormais sur l’ensemble du territoire.

### La fédération Patrimoine-Environnement
En 2013 la Ligue urbaine et rurale fusionne avec la FNASSEM et devient la fédération Patrimoine-Environnement, présidée par le bâtonnier Alain de la Bretesche. Association nationale reconnue d’utilité publique, agréée par le Ministère chargé de l’Écologie et par le Ministère de l’Éducation Nationale, Patrimoine-Environnement fait également partie du G8 Patrimoine., instance de concertation et de réflexion auprès du Ministère de la Culture. Patrimoine-Environnement milite pour le développement durable, la protection et la mise en valeur de l’environnement, du patrimoine archéologique, architectural et touristique, et l’amélioration du cadre de vie des français.

## Objectifs
La LUR entend défendre l’équilibre indispensable entre le respect du patrimoine et les exigences du développement. Elle s’oppose aux occupations abusives de l’espace dans les sites protégés, les sites sensibles, en particulier sur le littoral et en montagne ou dans les zones naturelles d’intérêt écologique, faunistique et floristique. Elle milite en faveur d’aménagements conçus en fonction de la protection de l’environnement dans une perspective durable. Elle appelle de ses vœux un urbanisme de qualité et des réalisations architecturales susceptibles d’enrichir le patrimoine.

## Concours des entrées de villes
En organisant depuis quatre ans un concours national s’adressant aux villes, aux établissements publics de coopération intercommunale, et à leurs maîtres d’œuvre, la LUR entend encourager et faire connaître les collectivités qui ont entrepris une rénovation de leurs entrées de ville dégradées. Réhabilitation d’espaces dénaturés, structuration de zones de développement, mais aussi, à partir de réflexions et d’exemples locaux, recherche de solutions pratiques de planification cohérente, tels sont les objectifs de ce concours auquel sont associés divers ministères et partenaires du secteur privé.

## Édition
En 1963 la LUR se dote d’une revue trimestrielle : les Cahiers de la Ligue urbaine et rurale. Son contenu doctrinal, formulé par des personnalités de haute compétence, donne leur notoriété à ces Cahiers qui ont pour objet d’évoquer les grands problèmes de l’environnement et de s’attacher à la préservation du patrimoine architectural, des sites et des paysages en liaison avec l’évolution des idées et des mœurs contemporaines.De nombreux numéros spéciaux traitent des sujets allant de l’aménagement du territoire au patrimoine rural. Des signatures prestigieuses contribuent à la renommée de la revue. Elle change de formule et devient « Patrimoine et cadre de vie » en 2003. Désormais un dossier figure dans chaque numéro. Les coûts de cette formule obligent à abandonner la périodicité trimestrielle pour une périodicité annuelle en 2011. On passe de quatre revues de 48 pages à une revue de 120 pages. Les derniers thèmes traités dans le dossier portaient sur l’eau en 2011, les gares en 2012, le paysage en 2013, les églises en 2014 et les hôpitaux en 2015.